# Montcourt
Montcourt település Franciaországban, Haute-Saône megyében. Lakosainak száma 52 fő (2022. január 1.). Montcourt Ameuvelle, Bourbévelle, Corre, Jonvelle és Vougécourt községekkel határos.

## Népesség
A település népességének változása:
| Lakosok száma | 65   | 58   | 55   | 55   | 54   | 55   | 54   | 53   | 52   |
|               | 2013 | 2015 | 2016 | 2017 | 2018 | 2019 | 2020 | 2021 | 2022 |